# Степаненко, Елена Григорьевна
Еле́на Григо́рьевна Степане́нко (род. 8 апреля 1953, Сталинград, РСФСР, СССР) — советская и российская актриса, юмористка, артистка эстрады (разговорный жанр), телеведущая, пародистка, певица и поэтесса, заслуженная артистка России (1995).
Бывшая жена юмориста, телеведущего, народного артиста РСФСР Евгения Вагановича Петросяна.

## Биография

### Ранние годы
Елена Степаненко родилась 8 апреля 1953 года в Сталинграде (ныне — Волгоград). Семья жила в частном доме на двух хозяев по адресу: Волгоград, ул. Сальская, д. 18. Отец — Григорий Степаненко, сменил несколько профессий: работал поваром в ресторане, трудился на химическом заводе. Мать — Ирина Степаненко, была парикмахером. Старший брат — Борис Григорьевич Степаненко (скончался, похоронен на старом Тарусском кладбище), был директором филиала «Тарусамежрайгаз» в Тарусе.
В школьные годы занималась плаванием, имеет звание «Мастер спорта СССР» по плаванию.
После окончания в 1970 году волгоградской средней общеобразовательной школы № 67 в течение одного года училась в Волгоградском училище искусств.
В 1971 году приехала в Москву и поступила на факультет актёрского мастерства музыкальных жанров ГИТИСа.

### Карьера
С 1979 года — актриса Московского театра эстрады, где исполняла роли в нескольких спектаклях, пародировала известных актёров и пела. На эстрадную сцену её впервые вывел её первый муж, пианист Александр Васильев, аккомпанировавший ей во время выступлений.
В театральных и эстрадных юмористических постановках играла вместе со своим вторым мужем, Евгением Петросяном. Являлась артисткой Концертного ансамбля эстрадных миниатюр под руководством Евгения Петросяна Московского государственного концертного объединения «Москонцерт».
С 1990 года также снимается в кино.
27 января 1995 года Елене Степаненко присвоено почётное звание «Заслуженный артист Российской Федерации» «за заслуги в области искусства».
Вместе с рядом других знаменитых юмористов Елена Степаненко стала лицом популярных юмористических передач «Аншлаг», «Голубой огонёк» и «Кривое зеркало» на «Первой программы ЦТ», на «1-м канале Останкино», на «Первом канале» и на телеканале «РТР/Россия».
Затем организовала собственные программы «Шоу Елены Степаненко» и «Кышкин дом» на «НТВ», по стилю и форме представляющие собой телевизионный театр миниатюр, который требует постоянной трудоёмкой подготовки. В новом времени успех имели сценки «Часики», «Мужики-психи», «Гид по Москве», «Тупая и ещё тупее» и другие. Большую известность получил исполненный Степаненко монолог «Письмо Биллу Клинтону» (автор Михаил Задорнов), посвящённый скандалу между Биллом Клинтоном и Моникой Левински.
В 2016 году выступила на фестивале юмора и сатиры «Юморина—2016» в концертном зале «Фестивальный» в городе Сочи. На этом сборном юмористическом концерте артистка прочитала монолог «Молодожёны» и исполнила песню «Часики».
25 мая 2015 года Елена Степаненко награждена орденом Дружбы «за заслуги в развитии отечественной культуры и многолетнюю плодотворную деятельность».
С 2017 года была одной из ведущих программы «Субботний вечер» на телеканале «Россия-1», где выступала в роли психолога. С 12 марта 2020 года по июнь 2020 года — ведущая авторского шоу «Ещё не вечер» на телеканале «Россия-1».
В 2021 году — ведущая телепередачи «Парад юмора» на телеканале «Россия-1» (вместе с Кареном Аванесяном).
1 ноября 2021 года Елена Степаненко выпустила сингл «Моя песня», автор музыки Александр Добронравов, автор слов Лион Измайлов.

### Личная жизнь
Первый муж — Александр Васильев, пианист. В конце 1970-х годов Васильев впервые вывел Степаненко на эстраду, где она пародировала известных актёров и пела, а он ей аккомпанировал. С 1982 по 1988 год работал с Владимиром Винокуром, затем (по состоянию на 5 октября 2006 года) — в джазовом ансамбле Вадима Эйленкрига.
Второй муж (1985 — 16 ноября 2018) — Евгений Петросян (род. 16 сентября 1945, Баку), советский и российский артист эстрады, писатель-юморист, телеведущий, народный артист РСФСР (1991). Степаненко и Петросян познакомились в 1979 году, поженились в 1985 году. 4 июля 2018 года Елена Степаненко подала гражданский иск о разводе и разделе совместно нажитого имущества супругов. По сообщению источника информационного агентства России «ТАСС» от 3 августа 2018 года, «Степаненко требует в рамках гражданского иска о разводе и разделе имущества восемь из десяти столичных квартир, антиквариат и другие ценности. Общая сумма заявленных в иске требований составляет более чем 80 % от всего совместно нажитого имущества. Общий объём совместно нажитого имущества составляет 1,5 млрд рублей». Первое заседание по рассмотрению иска прошло 6 августа 2018 года в Хамовническом суде города Москвы. Интересы Елены Степаненко в суде представлял адвокат Елена Забралова, а Евгения Петросяна — адвокат Сергей Жорин. По словам адвоката Сергея Жорина, Петросян и Степаненко уже около пятнадцати лет «не ведут совместное хозяйство и не живут, как муж и жена». Брак расторгнут Хамовническим районным судом города Москвы 16 ноября 2018 года.
Детей не было ни от одного из браков.

## Фильмография
| Год       |   | Название        | Роль                                                         |
| --------- | - | --------------- | ------------------------------------------------------------ |
| 1990      | ф | Мышеловка       | миссис Бойл, гостья пансиона «Монксуэлл-мэнор», бывшая судья |
| 1990      | ф | Самоубийца      | Клеопатра Максимовна                                         |
| 2000      | ф | Формула счастья | кума                                                         |
| 2001—2003 | с | Кышкин дом      | Мальвина Степановна Кыш                                      |
| 2008      | ф | Золотая рыбка   | кума Агриппина                                               |
| 2010      | ф | Морозко         | рассказчица                                                  |
| 2012      | ф | Красная Шапочка | королева-мачеха                                              |
| 2018      | ф | Золушка         | мачеха                                                       |

### Озвучивание мультфильмов
- 1981 — Однажды утром — вокал
- 1981 — Ничуть не страшно[16] — Коля / Юра
- 1982 — Чучело-Мяучело[16] — Маруся
- 1985 — Повелители молний — лягушка
- 2001 — Дора-Дора-помидора — котёнок

## Телевидение
- «Смехопанорама»
- «Аншлаг»
- «Голубой огонёк»
- «Кривое зеркало»
- «Шутка за шуткой»
- «Измайловский парк»
- «Юморина»
- «Кышкин дом»
- «Субботний вечер»
- «Юмор! Юмор!! Юмор!!!»
- «Петросян и женщины»
- «Ещё не вечер»
- Юмор года. Новый год 2020
- «Шоу Елены Степаненко»

## Концертные программы
- «Бабы, вперёд!» (2001),
- «Включайте, посмеёмся!» (2001).

## В песнях
Максим Леонидов — Петросенко и Степанян

## Пародии
- Мультличности[17]
- Большая разница[18]
- Развод Петросяна и Степаненко в «Comedy Club»[19]